# Kawanishi E15K
Chiếc Kawanishi E15K Shiun (紫雲, "Violet Cloud") là một kiểu thủy phi cơ trinh sát một động cơ của Nhật Bản được sử dụng trong Thế Chiến II. Phe Đồng Minh đặt cho nó tên mã là "Norm" theo tên của Thiếu tá Không quân Hoàng gia Australia Norman O. Clappison, một thành viên của Đơn vị Tình báo Kỹ thuật Hàng không Đồng Minh (ATAIU: Allied Technical Air Intelligence Unit).

## Thiết kế và phát triển
Nó được thiết kế với một phao nổi trung tâm có thể vứt được để tăng tốc độ sau khi rời khỏi vùng chiến sự.

## Lịch sử hoạt động
Chỉ có 15 chiếc được chế tạo vì phao nổi thường không thể tách ra được. Có sáu trong số 15 chiếc đã bị máy bay tiêm kích Mỹ phá hủy.

## Các phiên bản
E15K1Thủy phi cơ trinh sát một động cơ. Phiên bản sản xuất.

## Các nước sử dụng
Nhật Bản
- Hải quân Đế quốc Nhật Bản

## Đặc điểm kỹ thuật (E15K)
Tham khảo: Encyclopedia of Military Aircraft

### Đặc tính chung
- Đội bay: 03 người
- Chiều dài: 11,59 m (38 ft 0 in)
- Sải cánh: 13,99 m (45 ft 11 in)
- Trọng lượng có tải: 4.893 kg (10.787 lb)
- Động cơ: 1 x động cơ Mitsubishi Kasei-24 14 xy lanh bố trí hình tròn làm mát bằng không khí, hai bộ cánh quạt hai cánh xoay ngược chiều nhau; công suất 1.460 mã lực (1.089 kW)

### Đặc tính bay
- Tốc độ lớn nhất: 468 km/h (253 knot, 291 mph) ở độ cao 5.700 m (18.700 ft)
- Trần bay: 9.836 m (32.270 ft)

### Vũ khí
- 1 x súng máy 7,7 mm (0,303 in) ở khoang sau buồng lái

## Nội dung liên quan

### Trình tự thiết kế
E7K - E8N - E11A - E13A - E14Y - E15K - E16A

### Danh sách liên quan
- Danh sách máy bay chiến đấu
- Danh sách máy bay quân sự Nhật Bản